# Pointe de Boveire
Pointe de Boveire är en bergstopp i Schweiz.   Den ligger i distriktet Entremont och kantonen Valais, i den sydvästra delen av landet, 110 km söder om huvudstaden Bern. Toppen på Pointe de Boveire är 3 212 meter över havet, eller 316 meter över den omgivande terrängen. Bredden vid basen är 2,8 km.
Terrängen runt Pointe de Boveire är huvudsakligen mycket bergig. Närmaste större samhälle är Bagnes, 10,0 km norr om Pointe de Boveire. 
Trakten runt Pointe de Boveire består i huvudsak av gräsmarker. Runt Pointe de Boveire är det mycket glesbefolkat, med 4 invånare per kvadratkilometer.